# Mary Diringa
Mary Diringa (ur. 1983) – nauruańska sztangistka, czterokrotna mistrzyni Oceanii i mistrzyni Australii i Oceanii w podnoszeniu ciężarów. Jest również złotą medalistką Igrzysk Pacyfiku 2003.